# Картли-Кахетинское царство
Ка́ртли-Кахети́нское ца́рство (груз. ქართლ-კახეთის სამეფო; также — Картли-Кахетия) — грузинское государственное образование, созданное в 1762 году в результате объединения двух восточно-грузинских государств, существовавших независимо с момента распада Грузии в XV веке.
Ещё до объединения царства в течение 18 лет находились практически в личной унии: в 1744 году Надир-шах назначил Теймураза II царём Картли, а его сына Ираклия II — царём Кахетинского царства. После смерти Теймураза Ираклий II унаследовал отцовский трон в Картли и объединил оба царства.
Исторически Картли была самым значительным из государственных образований на территории Грузии, однако к моменту объединения она была более ослаблена разорительными персидскими вторжениями, чем Кахетия на востоке. Поэтому царями нового государства стали цари Кахетии, а столицей на первое время стала бывшая столица Кахетии — Телави.
В конце XVIII века из-за частых вторжений Картли-Кахетинское царство было сильно опустошено. В 1783 году Ираклий II подписал Георгиевский трактат, по которому, сохраняя престол, передавал своё царство под протекторат Российской империи. Россия, со своей стороны, ручалась за сохранение целостности и внутренней автономии Картли-Кахети. В скором времени в Картли-Кахетинское царство были введены два батальона русских войск.
Летом 1795 года шахиншах Ага Мохаммед-хан Каджар вторгся в Закавказье. Направив часть своих войск в Эриванское ханство, а другую — в Муганскую степь, он сам с основными силами проник через Карабах и Гянджинское ханство в Грузию и овладел Тбилиси. Грузинская столица была разгромлена и сожжена. Оставшиеся в городе жители были перебиты или уведены в плен.
В 1796 году в ответ на иранское нашествие русские войска предприняли успешный поход в Закавказье. После смерти Екатерины II они были отозваны, но уже в конце 1799 года снова вступили в Грузию.
В 1798 году после смерти престарелого Ираклия II его старший сын и наследник Георгий XII обратился к Павлу I с личным посланием, в котором попросил российского монарха включить его владения в состав Российской империи. В Петербурге очень благосклонно отнеслись к данной «инициативе» нового правителя Восточной Грузии, и в конце 1799 года в Тифлис вошли русские войска под командованием генерал-майора И. П. Лазарева. Затем, в июне 1800 года, грузинские послы передали кабинет-министру иностранных дел графу Ф. В. Растопчину проект трактата о вхождении их царства в состав Российской империи, а уже в конце ноября 1800 года император Павел I издал рескрипт о принятии Картли-Кахетинского царства в подданство российской короны.
В декабре 1800 года Павел I подписал соответствующий манифест, но всего через неделю царь Георгий XII скончался, и власть в Тифлисе захватил его старший сын Давид XII, который не признал данный манифест. В этой ситуации генерал-лейтенант К. Ф. Кнорринг, получив инструкции из Петербурга, сверг некоронованного царя и сформировал временное правительство во главе с генералом И. П. Лазаревым. Затем, в сентябре 1801 года, новый император Александр I издал ещё один манифест, который де-юре оформил вхождение Восточной Грузии в состав России. В мае 1802 года данный манифест был обнародован в Тифлисе, где было создано «Верховное правительство», которое возглавили генерал-лейтенант К. Ф. Кнорринг (1802—1803), а затем — его преемник генерал-лейтенант П. Д. Цицианов (1803—1806).
Включение Восточной Грузии в состав России спровоцировало кризис в соседнем Имеретинском царстве, где правитель вассальной Менгрелии Григорий Дадиани, враждовавший с имеретинским царём Соломоном II, в декабре 1803 года принял подданство российской короны. В этой ситуации Соломон II попытался получить поддержку в Тегеране и Стамбуле, чем, по сути, подписал себе смертный приговор. В апреле 1804 года генерал П. Д. Цицианов ввёл свои войска в Кутаиси и вынудил имеретинского царя подписать Элазнаурский трактат о переходе его царства под российский протекторат. Вхождение всей Грузии в состав Российской империи резко обострило её отношения с Персией, в результате чего вспыхнула очередная русско-персидская война.

## Хроника Картли-Кахетинского царства
1762 — Образование Картли-Кахетинского царства. Восшествие на престол Картли-Кахети Ираклия II, сына Теймураза II.
1765 — Заговор против царя Ираклия II. Подавление Ираклием заговора.
1768 — Русский отряд под командованием генерала Тотлебена направлен в Картли-Кахети.
1769 — Поход русских и грузин на Ахалцих, предательство Тотлебена.
1770 — 20 апреля. Аспиндзское сражение. Ираклий II разбил объединённое войско турок и дагестанцев.
1773 — Разработано «Положение о войске мориге». Начало военной реформы в Картли-Кахети.
1774 — Ираклий II создал первую регулярную армию — «мориге». Во главе войска мориге Ираклий II поставил царевича Левана.
1776 — Царь Ираклий II заключил мир с Турцией.
1779 — Ираклий II и его союзник Ибрагим дважды разгромили Фатали-хана и усмирили восставшего гянджинского хана. Поход Ираклия на Ереван. Заговор против Ираклия. Подавление возвратившимся из похода Ираклием заговора.
1782 — Ираклий II учредил семинарию в Телави. 21 декабря Ираклий II обратился к русскому правительству с просьбой принять Картли-Кахетинское царство под покровительство России.
1783 — 24 июля Ираклий II подписал Георгиевский трактат. 3 ноября, в соответствии с трактатом, два батальона русских войск вступили в Тбилиси.
1784 — 23 января Ираклий II принёс присягу на верность русской императрице. 24 января царь Ираклий II подписал ратификационную грамоту Трактата и документ вступил в силу.
1785 — Набег на Картли-Кахети правителя Аварии Омар-хана.
1786 — Посольство Ираклия II в Египет.
1787 — Август — начало Русско-Турецкой войны. Русское правительство отзывает из Картли-Кахети свои войска.
1789 — Ираклий II содействует вступлению на имеретинский престол своего внука и воспитанника, Давида Арчиловича, являвшегося последователем и проводником политики своего деда.
1790 — Ираклий II инициирует заключение «Трактата царей и князей иверийских», который был подписан Ираклием II, Соломоном II, Григолом Дадиани и Симоном Гуриели. Главою заключённого военного союза стал сам Ираклий II.
1793 — Участники договора «Трактата царей и князей иверийских» обратились к Екатерине II с совместной просьбой принять их под покровительство России.
1795 — Летом шах-ин-шах Ага Мохаммед-хан Каджар вторгся в Картли-Кахети. 10 сентября персы подошли к Тбилиси. Состоялась битва у Соганлуга. Грузины разбили и отбросили авангард иранской армии, нанеся ему тяжёлый урон. 11 сентября персы предприняли новое наступление на Тбилиси. Решающее сражение произошло на Крцанисском поле у южных ворот Тбилиси. Поражение немногочисленной грузинской армии. Разорение Тбилиси иранской армией. В конце сентября, испугавшись помощи из России, шах поспешно покинул пределы Грузии.
1796 — В ответ на иранское нашествие русские войска предприняли успешный поход в Закавказье.
1798 — 11 января на 78-м году жизни скончался царь Ираклий II . Похоронен в Светицховели. На троне воцарился Георгий XII.
1799 — 18 апреля Павел утвердил Георгия XII царём, а Давида Георгиевича наследником Картли-Кахетинского престола. 26 ноября в Тбилиси вступили русские войска.
1800 — 24 июня грузинское посольство передало коллегии иностранных дел проект документа о подданстве. 23 сентября в Тбилиси прибыл ещё один полк русских войск. 7 ноября два русских полка под командованием генерала Лазарева совместно с грузинскими отрядами у селения Какабети на берегу реки Иори нанесли поражение вторгшимся в пределы Грузии разбойничьим отрядам аварского хана, при котором находился сын Ираклия II, царевич Александр. 14 ноября граф Ростопчин и С. Л. Лашкарёв объявили грузинским послам, что император Павел I принимает в вечное подданство царя и весь народ грузинский. 23 ноября император Павел I издал рескрипт на имя Георгия XII о принятии его царства в подданство России. 22 декабря император Павел I подписал манифест о присоединении Грузии к России. 28 декабря умер Георгий XII. Он был похоронен в Светицховели. Царевич Давид стал руководителем царского Дома Багратиони, но ему так и не было позволено занять трон Картли-Кахети.
1801 — 18 января в Петербурге и Москве обнародован манифест Павла I о присоединении Картли-Кахетинского царства к России. В середине февраля этот манифест оглашён в Тбилиси. 24 мая генерал-лейтенант Карл Фёдорович Кнорринг в Тбилиси сверг грузинского претендента на трон Давида и установил правительство Ивана Петровича Лазарева. 12 сентября издан новый императорский манифест о присоединении к России Восточногрузинского царства. 12 сентября Давид XII вместе с семьёй арестован и насильно выслан в Россию. Арест осуществлял князь Цицианов.
1802 — 12 апреля в Сионском соборе публично объявлено грузинскому дворянству о ликвидации Картли-Кахетинского царства. 8 мая в Тбилиси открыто новое правление — «Верховное правительство Грузии» во главе с «главнокомандующим Грузией». Лето — назначение представителя московской грузинской колонии Павла Цицианова (Цицишвили), родственника царицы Мариам, супруги Георгия XII, главнокомандующим Грузией.
1803 — 1 февраля прибытие в Тбилиси облечённого императором неограниченными полномочиями генерала П. Цицианова для укрепления нового правления в Картли-Кахети. 18 февраля Давид XII под военным сопровождением был доставлен в Санкт-Петербург. Апрель — убийство царицей Мариам генерала Лазарева. Ссылка царицы в Воронеж.
1805 — Первое восстание в районе Мтиулети против российской власти на территории упраздненного царства. Было жестоко подавлено.
1805 — Поход иранского наследного принца Аббас-Мирзы на Тбилиси. 24 июня на реке Аскерани персы остановлены небольшим русским отрядом егерей. 28 июля при Загаме Аббас-Мирза потерпел сокрушительное поражение и персидская армия в беспорядке покинула пределы Грузии.
1811 — Упразднена автокефалия Грузинской Церкви.
1812 — Давид Батонишвили (Давид XII) на почётном месте в сенате Российской империи.
1814 — Давид Батонишвили (Давид XII) опубликовал на грузинском языке исторический труд по схеме «Картлис цховреба» («Житие Картли»).
1819 — 13 мая в Петербурге умер Давид XII и похоронен в Александро-Невской лавре.

## Города Картли-Кахетии
- Тифлис (Тбилиси),
- Телав (Телави),
- Мцхета,
- Душет (Душети),
- Гор (Гори).

## Народности, племена живущие в царстве
Согласно переписи, проведенной в 1760 году, на территории царства проживало 300,000 человек, из них:
- Грузинские этносы : тбилисцы, картлийцы, кахетинцы, мтиульцы, пшавы, мохевцы, хевсуры, тушинцы, тионетцы, гудамакарцы, ингилойцы - 140,000 (46,7%)
- армяне - 47,000 (15,7%)
- мусульмане - 110,000 (35,7%)
- остальные - 3,000 (1%)

Христиане (грузины и армяне) суммарно составляли 62,4% населения царства.
Грузины жили, в частности, в областях Картли (65,000 человек), Кахетии (35,000 человек), мусульмане жили в областях Картли (25,000 человек), Кахетии (5,000 человек), Газахе (17,500 человек), Шамшадине (11,000 человек), Борчалы (12,800 человек) и тд., армяне были сосредоточены, в основном, в Картли (25,000 человек), Кахетии (2,250 человек), Газахе (6,000 человек), Шамшадине (6,000 человек), Сомхети (Грузинская Армения), Триалети, Ташире, Лори.
Мусульмане были представлены разными группами населения: грузины и армяне, принявшие ислам, тюрки, персы, курды, цыгане.